# 基塘農業
基塘農業（Pond Agriculture）是中國一種特殊的耕種模式，主要分布於珠江三角洲。

## 方法
珠江三角洲平原上的居民將低窪易有水患之處挖成池塘飼養魚類，挖出的塘泥堆於周圍，稱為“基堤”或“基”，基堤上種植果樹、甘蔗、桑樹、花卉等，如此既能防洪，又能增加收入，而農作物在加工過程中產生的物料，尚可投入池中作為飼料。
基塘農業的形式經過反覆改進後，“基”與“塘”的比例約為「基七塘三」、「基六塘四」。

## 適合發展的地區
適合農業發展，但容易發生水患的地區，如中國廣東順德、南海等市。

## 分類
依照種植的農作物，約可以分為下列三種類型:
- 桑基魚塘(最典型的一種)
- 蔗基魚塘
- 果基魚塘

## 優點[2]
- 防洪、灌溉。
- 水陸互養、能量循環，可節省飼料與肥料的成本。
- 土地集約利用，收成多元，農產與漁產皆得。
- 人民漸趨富裕。
- 可根據市場需求，種植較高價經濟作物，也同時帶動加工業發展。

## 現況
由於中國1978年經濟改革開放，都市擴張及工業發展迅速，許多基塘被填平成住宅或工業用地，使多數基塘消失。蔗糖產量稍多的基本上只剩下湛江，而早在2000年湛江糖蔗面積已減少1/3，糖價再降，湛江蔗農進一步在萎縮。

## 外部連結
- 桑基魚塘生態農業與珠江三角洲近代風雲 （页面存档备份，存于）
- 華南地區農業